# Justyna Jegiołka
Justyna Jegiołka (* 17. September 1991 in Opole) ist eine ehemalige polnische Tennisspielerin.

## Karriere
Jegiołka gewann während ihrer Karriere zwei Einzel- und 16 Doppeltitel des ITF Women’s Circuits.

## Turniersiege

### Einzel
| Nr. | Datum          | Turnier       | Kategorie   | Belag   | Finalgegnerin          | Ergebnis |
| --- | -------------- | ------------- | ----------- | ------- | ---------------------- | -------- |
| 1.  | April 2008     | Fuerteventura | ITF $10.000 | Teppich | Irene Rehberger Bescos | 6:3, 6:2 |
| 2.  | September 2008 | Volos         | ITF $10.000 | Teppich | Mika Urbančič          | 6:4, 6:1 |

### Doppel
| Nr. | Datum          | Turnier          | Kategorie   | Belag             | Partnerin             | Finalgegnerinnen                       | Ergebnis          |
| --- | -------------- | ---------------- | ----------- | ----------------- | --------------------- | -------------------------------------- | ----------------- |
| 1.  | Oktober 2009   | Mytilene         | ITF $10.000 | Hartplatz         | Olga Brózda           | Jocelyn Rae Jade Windley               | 6:4, 6:4          |
| 2.  | Oktober 2009   | Volos            | ITF $10.000 | Teppich           | Olga Brózda           | Tanya Germanlieva Dessislawa Mladenowa | 4:6, 6:4, [10:7]  |
| 3.  | Februar 2010   | Portimão         | ITF $10.000 | Hartplatz         | Barbara Sobaszkiewicz | Gally De Wael Anett Schutting          | 3:6, 7:66, [10:5] |
| 4.  | September 2010 | Gliwice          | ITF $10.000 | Sand              | Katarzyna Kawa        | Olga Brózda Weronika Domalgala         | 6:2, 7:64         |
| 5.  | Oktober 2011   | Madrid           | ITF $10.000 | Hartplatz         | Kim Grajdek           | Vanesa Furlanetto Aranza Salut         | 6:3, 6:3          |
| 6.  | Februar 2012   | Sunderland       | ITF $25.000 | Hartplatz (Halle) | Diāna Marcinkēviča    | Martina Caciotti Anastasia Grymalska   | 6:4, 2:6, [10:6]  |
| 7.  | Oktober 2012   | Glasgow          | ITF $25.000 | Hartplatz (Halle) | Diāna Marcinkēviča    | Nicole Clerico Anna Zaja               | 6:2, 6:1          |
| 8.  | März 2015      | Oslo             | ITF $10.000 | Hartplatz (Halle) | Eva Wacanno           | Jana Fett Adrijana Lekaj               | 6:1, 6:1          |
| 9.  | März 2015      | Port El Kantaoui | ITF $10.000 | Hartplatz         | Carolin Daniels       | Fatma Al-Nabhani Isabella Schinikowa   | 7:5, 5:7, [10:5]  |
| 10. | Mai 2015       | Raleigh          | ITF $25.000 | Sand              | Jan Abaza             | Jacquelin Cako Sally Peers             | 7:64, 4:6, [10:7] |
| 11. | Oktober 2015   | Saguenay         | ITF $50.000 | Hartplatz (Halle) | Mihaela Buzărnescu    | Sharon Fichman Maria Sanchez           | 7:66, 4:6, [10:7] |
| 12. | November 2015  | Sowade           | ITF $25.000 | Teppich (Halle)   | Mihaela Buzărnescu    | Kim Grajdek Jekaterina Jaschina        | 6:2, 6:3          |
| 13. | Mai 2016       | Naples           | ITF $25.000 | Sand              | Gabriela Cé           | Sophie Chang Renata Zarazúa            | 6:1, 6:2          |
| 14. | September 2016 | St. Pölten       | ITF $10.000 | Sand              | Vanda Lukács          | Mariana Dražić Janina Toljan           | 6:4, 4:6, [11:9]  |
| 15. | November 2016  | Sowade           | ITF $25.000 | Teppich (Halle)   | Diāna Marcinkēviča    | Ilona Kramen Wera Lapko                | 6:4, 7:5          |
| 16. | November 2016  | Solarino         | ITF $10.000 | Teppich           | Elena Bogdan          | Veronica Napolitano Miriana Tona       | 4:6, 6:3, [10:7]  |